# 公立富岡総合病院
公立富岡総合病院（こうりつとみおかそうごうびょういん）は群馬県富岡市にある医療機関である。

## 診療科
出典
- 内科
- 精神科
- 神経内科
- 消化器科
- 循環器科
- 小児科
- 外科
- 整形外科
- 脳神経外科
- 皮膚科
- 泌尿器科
- 産婦人科
- 眼科
- 耳鼻咽喉科
- リハビリテーション科
- 放射線科
- 病理診断科
- 麻酔科
- 歯科
- 口腔外科

## 医療機関指定
出典
| 健康保険                                           | 国民健康保険               |
| 労災保険                                           | 母体保護法                 |
| 生活保護法                                         | 結核予防法                 |
| 育成医療                                           | 身体障害者福祉医療         |
| 更生医療指定病院                                   | 養育医療機関               |
| 原爆被爆者一般疾患医療                             | 小児慢性特定疾患医療       |
| 感染症医療                                         | 先天性血液凝固因子障害医療 |
| 特定疾患医療                                       | 第二種感染症指定機関       |
| 救急医療告示病院                                   | 臨床研修指定病院           |
| 災害拠点病院                                       | エイズ診療協力病院         |
| がん診療連携拠点病院                               | 難病医療指定医療機関       |
| 病院機能評価認定（一般病院２評価項目3rdG：Ver2.0） |                            |

## 研修指定
出典
| 厚生労働省臨床研修病院指定施設             | 日本内科学会認定医制度教育関連病院 |
| 日本糖尿病学会認定教育施設                 | 日本呼吸器学会認定施設             |
| 日本内分泌学会専門医制度認定教育施設       | 日本外科学会外科専門医制度関連施設 |
| 日本整形外科学会専門医研修施設             | 日本泌尿器科学会専門医教育施設     |
| 日本透析医学会認定施設                     | 日本産科婦人科学会専攻医指導施設   |
| 日本眼科学会専門医制度研修施設             | 日本耳鼻咽喉科学会専門医研修施設   |
| 日本麻酔科学会麻酔科認定病院               | 日本がん治療認定医機構認定研修施設 |
| 日本医学放射線学会放射線科専門医修練機関   | 日本小児口腔外科学会認定医研修施設 |
| 日本有病者歯科医療学会認定研修歯科診療施設 | 日本消化器内視鏡学会指導連携施設   |
| 日本病理学会研修登録施設                   |                                    |

## 交通
出典
- JR高崎駅より上信電鉄線で東富岡駅下車　徒歩で約5分
- 上州富岡駅より乗合バスで約5分
- 上信越自動車道・富岡ＩＣより自動車で約10分・高速バス（池袋～佐久）富岡バス停より車で約10分・上野村より乗合バスで６０分